# Волтер Веллман

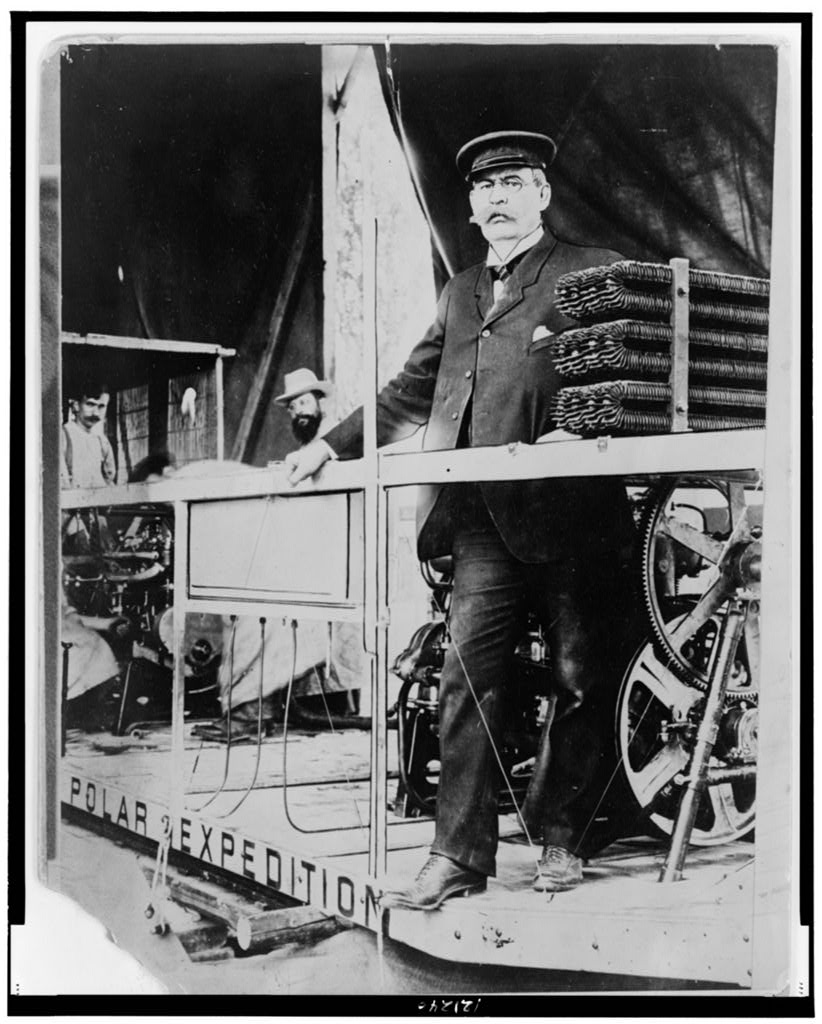
Волтер Веллман на палубі дирижабля

Волтер Е. Веллман (англ. Walter E. Wellman; 3 листопада 1858 — 31 січня 1934) — американський журналіст, дослідник і аеронавт.

## Біографічна довідка
Волтер Веллман народився в Менторі, штат Огайо, в 1858 році. Він був шостим сином Алонсо Веллмана, і четвертим — його другої дружини Мінерви Сібілли (Грейвс) Веллман. Батько Волтера, Алонсо, коли Волтер був молодий, провів три роки в Громадянській війні в Америці. Спочатку він був у роті D 105-ї піхоти Огайо, перш ніж стати корабельним теслею з річкової ескадри Міссісіпі. Повернувшись з війни, він вивіз свою сім'ю на захід від Огайо, щоб стати поселенцями-піонерами округу Йорк, штат Небраска.
У 14 років Волтер заснував щотижневу газету в Саттоні, штат Небраска. У віці 21 року Волтер повернувся до Огайо, заснував газету Evening Post («Вечірні вісті»), і одружився з Лорою МакКанн у Кантоні, штат Огайо, 24 грудня 1879 року. У них народилося п'ять доньок. У 1884 році він став політичним кореспондентом Вашингтона в «Чикаго Геральд» та « Рекорд-Геральд».

## Ранні дослідження
У 1892 році Веллман пам'ятником відзначив передбачуване місце посадки Христофора Колумба на острові Сан-Сальвадор на Багамах. У 1894 році він очолив полярну експедицію на схід від Шпіцбергена до широти 81° Пн. Очолював чергову експедицію на 82° Пн. широти через Землю Франца-Йосифа в 1898 і 1899 рр.

## Дирижаблі

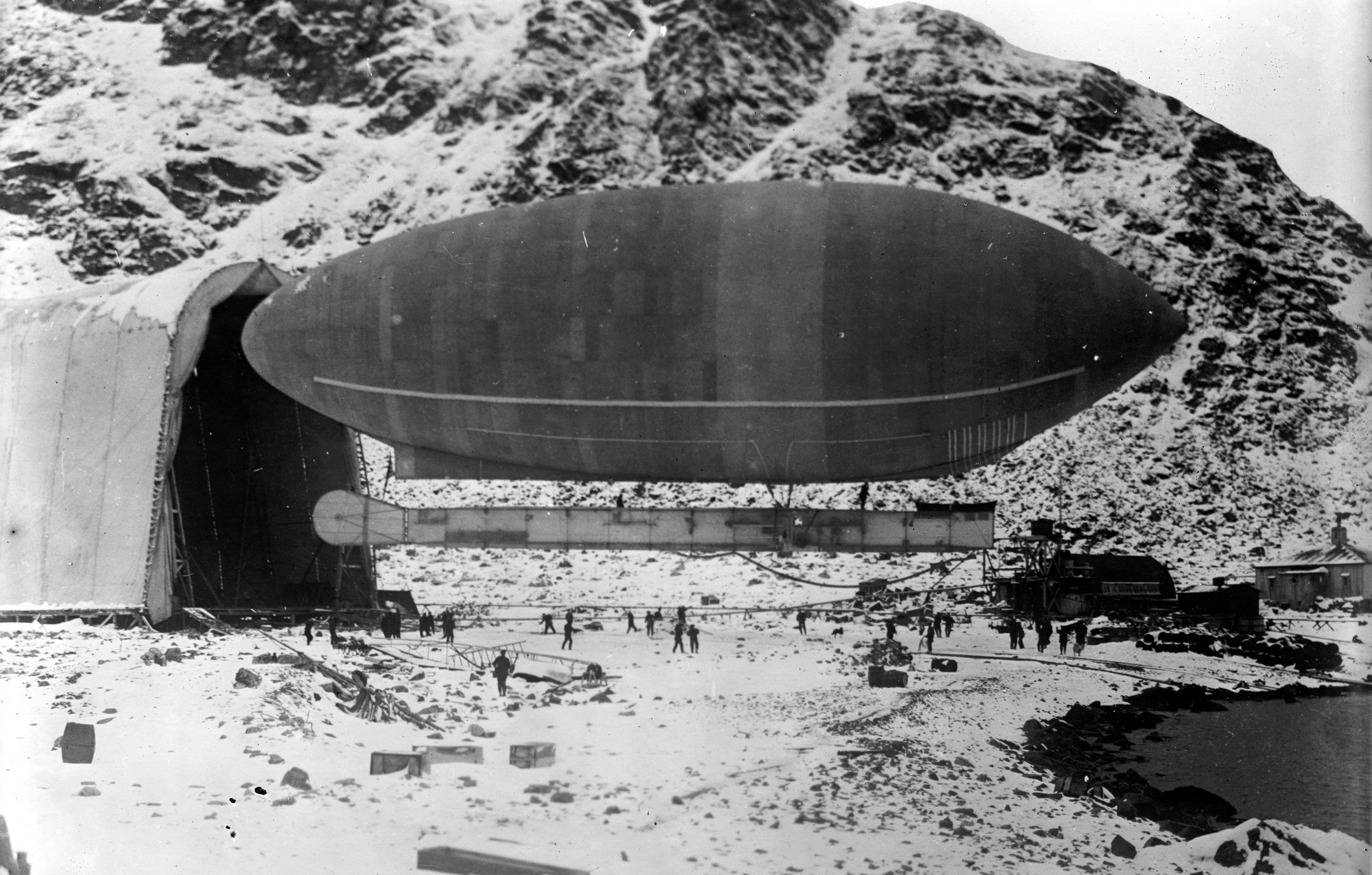
Дирижабль Веллмана на Шпіцбергені

31 грудня 1905 року Веллман оголосив, що зробить спробу дістатися до Північного полюса, але цього разу на дирижаблі. Його газета забезпечила кошти в розмірі 250 000 доларів США і він збудував дирижабль у Парижі для полярної експедиції. Велман створив штаб експедиції на острові Дейн, Шпіцберген, влітку 1906 р. Ангар був добудований лише в серпні 1906 року, і двигуни дирижабля під час випробувань саморуйнувались. Тої ж зими Веллман відбудував дирижабль у Парижі та у вересні 1907 р. здійснив спробу польоту на Північний полюс. Він зробив другу спробу без фінансової допомоги в 1909 році, але механічні несправності змусили його повернутись назад за 100 км на північ від Шпіцбергену.
Восени 1910 року на Велман розширив свій дирижабль «Америка» до 9760 кубічних метрів і здійснив запуск з Атлантик-Сіті 15 жовтня 1910 року. Інженер Мелвін Ваніман надіслав одну з перших повітряних радіопередач, коли закликав стартовий катер «прийти і взяти цього проклятого кота!» — кота Кіддо, котрий (спочатку) не був радий тому, що був у повітрі. Через 38 годин двигун вийшов з ладу, і дирижабль дрейфував, поки їх не врятував пароплав поштової служби Trent неподалік від Бермудських островів. Наступного року був побудований другий дирижабль «Акрон» . Він вибухнув під час першого випробувального польоту. Загинув екіпаж із п'яти осіб, у тому числі його капітан, той самий Мелвін Ваніман, який вижив на Америці. Майже через століття були знайдені його потоплені залишки. Ці фрагменти, а також рятувальний човен дирижабля, який компанія Goodyear Tire and Rubber зберігала з 1912 року, потім були передані Смітсонівському інституту.

## Спадщина
У 1902 році Веллман написав «Трагедію Крайньої Півночі», опубліковану в «Білому світі». Книга Веллмана «Повітряний вік; Тисяча миль дирижаблем над Атлантичним океаном» була опублікована в 1911 році. «Німецька республіка, уявна політична історія після європейської війни» була опублікована в 1916 р. Останні роки він провів у Нью-Йорку, де помер від раку печінки в 1934 році. Судно типу «Ліберті» «Уолтер Велман» було спущено на воду 29 вересня 1944 року від суднобудівної корпорації Тодда Х'юстона в Х'юстоні, штат Техас.